# Mohammed Tawfiq Allawi
Mohammed Tawfik Allawi (tiếng Ả Rập: محمد توفيق علاوي; sinh ngày 1 tháng 7 năm 1954) là chính trị gia người Iraq, Thủ tướng Iraq được chọn làm ứng cử viên kể từ ngày 1 tháng 2 năm 2020. Trước đó, ông là Bộ trưởng Truyền thông và cũng là Bộ trưởng Bộ Truyền thông trong chính phủ của Thủ tướng Al Maliki từ tháng 5 năm 2006 đến tháng 8 năm 2007, và từ năm 2010 đến 2012. Nhưng cả hai lần ông đều từ chức của mình để phản đối chương trình nghị sự và can thiệp chính trị của al-Maliki.
Sau cuộc biểu tình Iraq vào năm 2019, Thủ tướng Adil Abdul-Mahdi nộp đơn từ chức lên Quốc hội và được phê chuẩn, nhưng Adil Abdul-Mahdi vẫn tiếp tục lãnh đạo chính phủ trong khi chờ có tân Thủ tướng. Ngày 1 tháng 2 năm 2020, sau khi được Tổng thống Barham Salih đề cử, Quốc hội Iraq đã phê chuẩn ông làm Thủ tướng mới của nước này. Tuy nhiên việc bổ nhiệm mới này đã vấp phải sự chống đối đến từ đa số những người biểu tình Iraq vốn không hài lòng với sự yếu kém của chính phủ Iraq trước đó. Ông sau đó buộc phải rút lui khỏi vị trí ứng cử viên cho thủ tướng vào ngày 1 tháng 3 năm 2020 khi lần thứ hai liên tiếp nội các của ông không nhận được sự phê chuẩn của quốc hội trong vòng 1 tuần trước đó.

## Giáo dục
Allawi học ngành Kỹ thuật kiến trúc tại Đại học Baghdad, khi anh rời giữa chừng trong quá trình học khi anh bị chính quyền Saddam Hussein truy nã. Ông đã phải sống lưu vong và chuyển đến Lebanon vào năm 1977, nơi ông đã hoàn thành việc học và lấy bằng Kiến trúc tại Đại học Hoa Kỳ Beirut năm 1980. Sau đó, ông chuyển đến Vương quốc Anh. 